# FK Slovan Most pri Bratislave
FK Slovan Most pri Bratislave (celým názvem: Futbalový klub Slovan Most pri Bratislave) je slovenský fotbalový klub, který sídlí v obci Most pri Bratislave. Založen byl v roce 1955. Od sezóny 2014/15 působí ve třetí fotbalové lize, sk. Bratislava.
Své domácí zápasy odehrává na stadionu Most pri Bratislave s kapacitou 500 diváků.

## Historické názvy
Zdroj: 
- 1955 – založení
- TJ Slovan Most na Ostrove (Telovýchovná jednota Slovan Most na Ostrove)
- TJ Slovan Most pri Bratislave (Telovýchovná jednota Slovan Most pri Bratislave)
- FK Slovan Most pri Bratislave (Futbalový klub Slovan Most pri Bratislave)

## Umístění v jednotlivých sezonách
Stručný přehled
Zdroj: 
- 1987–1988: I. B trieda ZsFZ – sk. Jih
- 1997–1998: 5. liga OFZ B-V
- 2003–2004: 5. liga OFZ B-V
- 2012–2013: 4. liga BFZ – sk. A
- 2013–2014: Majstrovstvá regiónu BFZ
- 2014–: 3. liga – sk. Bratislava

Jednotlivé ročníky
Zdroj: 
Legenda: Z – zápasy, V – výhry, R – remízy, P – porážky, VG – vstřelené góly, OG – obdržené góly, +/− – rozdíl skóre, B – body, červené podbarvení – sestup, zelené podbarvení – postup, fialové podbarvení – reorganizace, změna skupiny či soutěže
| Československo (1987–1993) |                            |        |    |    |    |    |    |    |     |    |        |
| Sezóny                     | Liga                       | Úroveň | Z  | V  | R  | P  | VG | OG | +/− | B  | Pozice |
| 1987/88                    | I. B trieda ZsFZ – sk. Jih | 6      | 26 | 7  | 4  | 15 | 30 | 64 | −34 | 18 | 13.    |
| …                          |                            |        |    |    |    |    |    |    |     |    |        |
| Slovensko (1993–)          |                            |        |    |    |    |    |    |    |     |    |        |
| Sezóny                     | Liga                       | Úroveň | Z  | V  | R  | P  | VG | OG | +/− | B  | Pozice |
| …                          |                            |        |    |    |    |    |    |    |     |    |        |
| 1997/98                    | 5. liga OFZ B-V            | 5      | 30 | 11 | 3  | 16 | 44 | 65 | −21 | 36 | 12.    |
| …                          |                            |        |    |    |    |    |    |    |     |    |        |
| 2003/04                    | 5. liga OFZ B-V            | 5      | 26 | 10 | 2  | 14 | 40 | 46 | −6  | 32 | 10.    |
| …                          |                            |        |    |    |    |    |    |    |     |    |        |
| 2012/13                    | 4. liga BFZ – sk. A        | 5      | 26 | 21 | 2  | 3  | 79 | 30 | +49 | 65 | 1.     |
| 2013/14                    | Majstrovstvá regiónu BFZ   | 4      | 32 | 11 | 7  | 14 | 46 | 55 | −9  | 40 | 11.    |
| 2014/15                    | 3. liga – sk. Bratislava   | 3      | 30 | 13 | 9  | 8  | 37 | 31 | +6  | 48 | 5.     |
| 2015/16                    | 3. liga – sk. Bratislava   | 3      | 30 | 10 | 10 | 10 | 43 | 41 | +2  | 40 | 9.     |
| 2016/17                    | 3. liga – sk. Bratislava   | 3      | 30 | 9  | 7  | 14 | 37 | 50 | −13 | 34 | 11.    |
| 2017/18                    | 3. liga – sk. Bratislava   | 3      | 30 |    |    |    |    |    |     |    |        |